# Socialisatie (sociale wetenschappen)

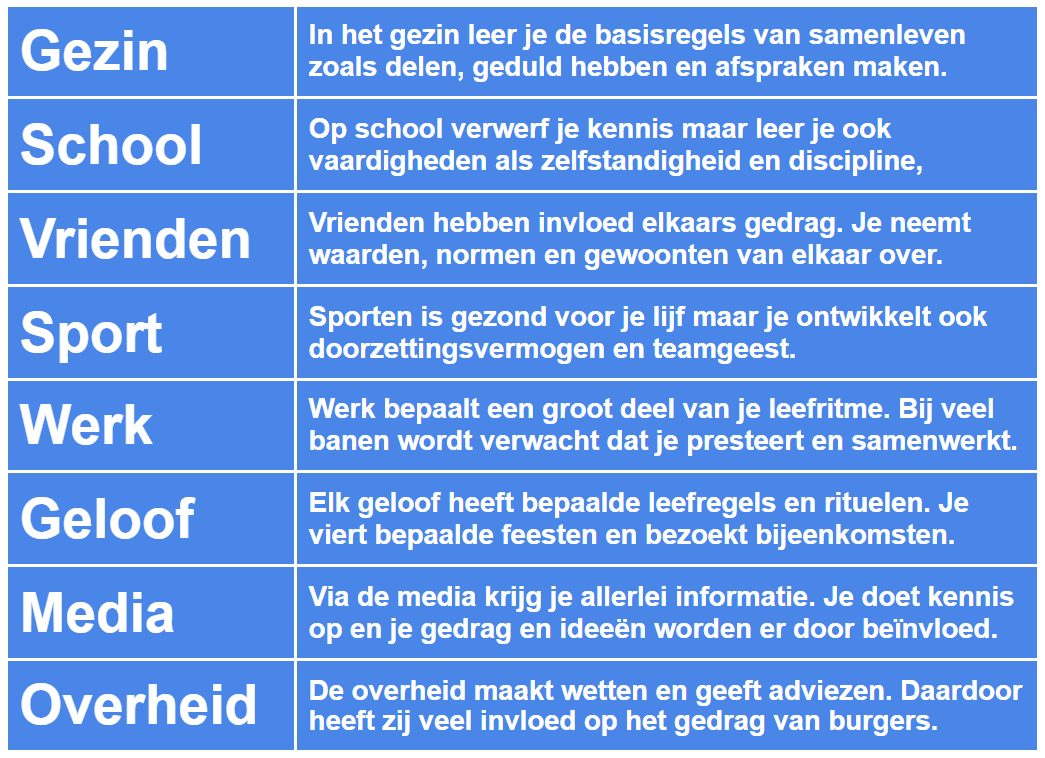
Groepen en instituties waar socialisatie plaatsvindt

Socialisatie is het dwingend proces waarbij een individu, bewust en onbewust, door internalisering de waarden, normen en andere cultuurkenmerken van de groep krijgt aangeleerd. Het is een levenslang proces en een voorwaarde voor integratie.
Socialisatie kan bestaan uit enculturatie, waarbij er sprake is van cultuuroverdracht van de ene generatie naar de andere, en acculturatie, waarbij elementen van een vreemde cultuur worden overgenomen. 

## Primaire, secundaire, en tertiaire socialisatie (gezin, gemeenschap, media)
Er zijn verschillende niveaus van socialisatie. Volgens G.H. Mead zijn er drie vormen van socialisatie, afhankelijk van de groep die socialiseert. Gebeurt de socialisatie in een primaire groep, zoals het gezin of een intieme vriendengroep, dan is sprake van primaire socialisatie. Primaire socialisatie maakt deel uit van de opvoeding. In het geval van een meer formele groep, zoals school, werk, uitgebreide familie of dorpsgemeenschap, is sprake van secundaire socialisatie. Belangrijk is dat er nog steeds rechtstreekse en wederkerige interactie is tussen de groep en het individu. Tertiaire socialisatie heeft betrekking op de waarden en normen die aangeboden worden vanuit anonieme massamedia, zoals reclame, soaps, mode-industrie en beroemdheden.

## Differentiële socialisatie (sekse, leeftijd en sociale klasse)
Naast een algemene socialisatie, die voor ieder individu in een cultuur opgaat, richt socialisatie zich soms ook op specifieke doelgroepen:
- genderspecifieke socialisatie zal een onderscheid maken tussen de geslachten. Zo worden de rolverschillen tussen man en vrouw vanuit het socialisatieproces in stand gehouden. Volwassenen reageren positiever op meisjes die met poppen spelen dan op jongens, die datzelfde doen.[bron?] Dit ondersteunt het idee dat meisjes beter zijn in communicatie en mensen. Jongens daarentegen krijgen vaker positieve feedback als zij met auto's spelen[bron?], waardoor zij later meer met techniek en dingen zullen bezig zijn;
- leeftijdsspecifieke socialisatie maakt een onderscheid naar leeftijd of levensfase. Zo is er een grote druk op jongeren van midden 20 tot begin 30 om stabiele relaties te hebben en kinderen te krijgen.[bron?] Bewust kinderloos blijven wordt door deze leeftijdsgroep soms als het grote taboe ervaren[bron?];
- klassespecifieke socialisatie ondersteunt klassenverschillen. De sociale klasse of sociale groep waartoe men behoort, zal specifieke waarden en normen doorgeven aan de nieuwe leden. Binnen vele adellijke families wordt nog steeds de waarde van de liefdadigheid doorgegeven, middels het zich bij gelegenheid inzetten voor minderbedeelden. Het effect is dat vooral deze adel zelf zich daardoor 'beter' voelt.[bron?]

## Gerelateerde begrippen
- resocialisatie: opnieuw socialiseren van een individu, nadat deze een foute weg is ingeslagen; bijvoorbeeld een afkickprogramma voor een drugsverslaafde;
- desocialisatie: wanneer de cultuur waar iemand toe behoort, gedwongen wordt door een andere, sterkere cultuur, om de waarden en normen aan te passen;
- hersocialisatie: wanneer men in korte tijd sterk van cultuur verandert, bijvoorbeeld het aangaan van het celibaat door een pas gewijde priester;
- anticiperende socialisatie: in afwachting van de opname in een andere (meestal betere) groep, gaat een persoon al gedrag, waarden en statussymbolen overnemen van die groep. Zo gaan jonge meisjes al spelen met lippenstift nog voor zij de leeftijd van uitgaan en opmaken bereikt hebben;
- socialisatieagent: een organisatie of systeem die het overbrengen van die normen en waarden, die in het belang van de heersende maatschappelijke orde zijn, stimuleert.